# César Zeoula
César Zeoula (29 de agosto de 1989 en Dumbéa), nacido como César Lolohea, es un futbolista neocaledonio que juega como mediocampista o delantero en el SC Schiltigheim del Championnat National 2.

## Carrera

### Mont-Dore y AS Magenta
Debutó en 2009 jugando para el AS Mont-Dore de la Superliga de Nueva Caledonia, competición que ganaría en 2010; además, conquistó la Copa de Nueva Caledonia en 2009. Más allá de los logros, Zeoula dejó el club a principios de 2011 para integrarse al AS Magenta, que en ese momento participaba en la Liga de Campeones de la OFC 2010/11. Disputó los tres encuentros de la fase de grupos que aún restaban y logró convertir un tanto en la goleada 3-0 sobre el AS Tefana de la Polinesia Francesa, aunque su club no logró el primer puesto y quedó eliminado.

### Stade Lavallois
Sus buenas actuaciones tanto en la Superliga como en la Liga de Campeones de la OFC provocaron que ojeadores franceses se interesaran en él. A mediados de 2011, pasó al Stade Lavallois "B". Luego de dos años jugando con el equipo alternativo, en 2013 firmó un contrato profesional por un año con la entidad francesa.
Aunque en su primera temporada jugó solo cinco partidos, ingresando en cuatro de ellos desde el banco; en la edición 2014-15 de la Ligue 2 se afianzó como titular habitual y logró marcar en cinco ocasiones, ante el Chamois Niortais y el Sochaux, el Nancy, y al Valenciennes por partida doble. Durante la siguiente temporada y la mitad de la 2016-17 fue un titular habitual, hasta que en 2017 comenzó a perder su lugar en el primer equipo, por lo que fue cedido al Créteil del Championnat National, donde colaboró a evitar el descenso a la cuarta categoría.

## Clubes
| Club                           | País            | Año             |
| ------------------------------ | --------------- | --------------- |
| Association Sportive Mont-Dore | Nueva Caledonia | 2009 - 2010     |
| Association Sportive Magenta   | Nueva Caledonia | 2011            |
| Stade Lavallois "B"            | Francia         | 2011 - 2013     |
| Stade Lavallois Mayenne        | Francia         | 2013 - 2018     |
| Créteil-Lusitanos (a préstamo) | Francia         | 2017            |
| SC Schiltigheim                | Francia         | 2018 - Presente |

## Selección nacional
Disputó su primer partido internacional en representación de Nueva Caledonia en un amistoso ante Tahití el 3 de abril de 2011. Ese mismo año disputó los Juegos del Pacífico, jugados en Numea, Nueva Caledonia, en dicho certamen jugó seis de los siete y convirtió dos goles en la campaña que consagró a Les Cagous como la selección de fútbol medalla de oro del Océano Pacífico. 
A pesar de los grandes logros de 2011, un año luego, en 2012; no formó parte del plantel que conseguiría el subcampeonato en la Copa de las Naciones de la OFC 2012 jugada en Honiara, Islas Salomón; por las obligaciones que le encomendaba el Stade Lavallois "B" en Francia. Aun así, ese mismo año y a comienzos del siguiente se afianzó como una parte importante del seleccionado y jugó los seis partidos correspondientes a la tercera fase de la clasificación de OFC para la Copa Mundial de Fútbol de 2014, en donde marcó cuatro tantos. En 2016 disputó los cuatro partidos de Les Cagous en la Copa de las Naciones de la OFC, marcando un gol ante Samoa en una victoria por 7-0.

## Palmarés
| Título                     | Club               | País            | Año  |
| -------------------------- | ------------------ | --------------- | ---- |
| Copa de Nueva Caledonia    | Mont-Dore          | Nueva Caledonia | 2009 |
| Superliga                  | Mont-Dore          | Nueva Caledonia | 2010 |
| Oro en los Jgs. del Pacíf. | Selección nacional | Nueva Caledonia | 2011 |